# Juan Luis Sarmiento
Juan Luis Sarmiento Iribarren (San Juan, 18 de enero de 1850- íd., 19 de febrero de 1911) fue un funcionario y político argentino, que ejerció como vicegobernador de la provincia de San Juan entre 1881 y 1884.

## Biografía
En 1878 participó en la reforma de la Constitución Provincial como convencional constituyente. La convención fue presidida por el doctor Manuel García, presidente del Superior Tribunal de Justicia, mientras que los demás convencionales constituyentes fueron el doctor Anacleto Gil, doctor Carlos Doncel, doctor Natanael Morcillo, Daniel S. Aubone, Vicente Celestino Mallea, doctor Adán Zavalla, José Pedro Cortínez, Ignacio Segundo Flores, Federico Moreno, doctor Belisario Albarracín, Javier Baca, Juan de Dios Jofré, doctor Juan P. Albarracín y Guillermo Villegas.
Asumió la vicegobernación con 31 años, el 12 de mayo de 1881, acompañando a Anacleto Gil en la fórmula.

### Juicio Político
En la noche del 6 de febrero de 1884 se produce un atentado, en la casa de Vicente Mallea, ubicada a mitad de cuadra entre las calles Santa Fe y Mitre. El ataque fue dirigido contra el gobernador Anacleto Gil, Carlos Doncel y el mismo Mallea, ambos gobernador y vicegobernador recientemente electos. Como resultado de este atentado todos, incluido el gobernador Anacleto Gil resultan gravemente heridos.
Juan Luis Sarmiento es acusado de ser unos de los jefes del movimiento revolucionario que atentó contra el mismo gobernador. El 4 de abril de 1884, es destituido por Juicio Político, acusado de conspirar y atentar contra el gobierno y la vida del Dr Gil. 